# تويوتا إم آر 2
تويوتا أم آر 2 (بالإنجليزية: اختصار يعني سيارة رياضية ذات محرك وسطي خلفية الدفع بمقعدين)‏ هي إحدى الطرازات الرياضية التي أنتجتها شركة تويوتا للسيارات من عام 1984م حتى يوليو عام 2007م. اختلفت مسمياتها ففي اليابان سُميت بـ إم آر - إس وبالولايات المتحدة إم آر 2 سبايدر وبأوروبا إم آر 2 رودستر.
يعود تاريخ إم آر 2 لعام 1976م عندما قدمت تويوتا مشروعاً لنمذج سيارة ممتعة القيادة مع كونها اقتصادية نوعاً ما. بالبداية لم تكن النية أن تكون سيارة رياضية. بدأت أعمال التصميم عام 1979م عندما قام أكيو يوشيدا من قسم الاختيارات بتويوتا بالمفاضلة بين أوضاع المحركات وإتجاهات الحركة، تم إقرار وضع المحرك عرضياً بوسط السيارة وتكون الحركة بالعجلات الخلفية لتكون النتيجة أول نموذج اختياري عام 1981م. بدأت السيارة بالتطور في اتجاه السيارة الرياضية وتم إنتاج عدة نماذج اختيارية تم عليها عدة اختيارات باليابان وكاليفورنيا بالولايات المتحدة، كما تم اختبارها على مضمار سباقات.
تم إنتاج النسخة الاختيارية في خريف عام 1983م بمعرض طوكيو للسيارات والتي حصدت إعجاب وانبهار الناس. تم جدولة إطلاق السيارة في ربيع عام 1984م باليابان تحت اسم إم آر 2 ولتصبح أول سيارة بمحرك وسطي تنتج من اليابان.